# Moisson
Moisson ist eine französische Gemeinde mit 913 Einwohnern (Stand 1. Januar 2022) im Département Yvelines in der Region Île-de-France. Sie gehört zum Arrondissement Mantes-la-Jolie und zum Kanton Bonnières-sur-Seine. Moisson liegt an einer Schleife der Seine etwa auf halbem Weg zwischen Paris und Rouen. In der Gemeinde baute das Unternehmen Lebaudy Frères zu Beginn des 20. Jahrhunderts Luftschiffe. 1947 wurde hier das 6. World Scout Jamboree veranstaltet. Das Musée de la ballonnière et du Jamboree de 1947 setzt sich mit diesen Ereignissen auseinander.

## Sehenswürdigkeiten
Siehe: Liste der Monuments historiques in Moisson